# Гладилово
Глади́лово (рос. Гладилово) — село у складі Голишмановського міського округу Тюменської області, Росія.
Населення — 876 осіб (2010, 963 у 2002).
Національний склад станом на 2002 рік:
- росіяни — 94 %